# کاکاسیاه
کاکاسیاه و معادل لاتین آن نیگِر و نِگرو و نیگا به معنی سیاه، اشاره به بردگان سیاه دارد. کاکاسیاه در دوران ایلخانان، تیموریان، صفویه و زندیه به بردگانی که پوستی تیره داشتند، گفته می‌شده و معادل «زرخرید» بوده است.
نیگر اشاره‌ای بسیار تحقیرآمیز برای خطاب قراردادن سیاه‌پوستان آمریکا دارد و در فهرست نام‌های تحقیرآمیز نژادی گنجانده شده است. این کلمه چنان توهین‌آمیز تلقی می‌شود که حتی برای ارجاع به آن از «کلمهٔ نون‌دار (English : N word) » استفاده می‌شود. با این‌وجود سیاه‌پوستان در بین خود، در موسیقی هیپ هاپ و فرهنگ گَنگ آن را به‌صورت عامیانه به‌کار می‌برند و نیگّا معنایی همچون داداش یا برادر دارد. سیاه دوستان با دوستان صمیمی ، از لفظ مای نیگا استفاده میکنند. همچنین نام دو کشور آفریقایی نیجر و نیجریه از ریشهٔ لاتین سیاه ساخته شده است.